# Elstra
Elstra (szorb nyelven Halštrow) város Németországban, azon belül Szászország tartományban. Lakosainak száma 2697 fő (2023. december 31.). Elstra Burkau, Nebelschütz, Panschwitz-Kuckau és Rammenau községekkel határos.

## Népesség
A település népességének változása:
| Lakosok száma | 2744 | 2729 | 2683 | 2702 | 2697 |
|               | 2017 | 2019 | 2021 | 2022 | 2023 |